# Dubčany
Dubčany (deutsch Dubtschan) ist eine Gemeinde in Tschechien. Sie liegt sechs Kilometer südlich von Litovel und gehört zum Okres Olomouc.

## Geographie
Dubčany befindet sich im Quellgebiet des Baches Dubčanský potok in der Obermährischen Senke (Hornomoravský úval). Nördlich fließt die Cholinka. Westlich des Dorfes verläuft die Bahnstrecke Červenka – Prostějov, die Bahnstation Odrlice liegt einen Kilometer gegen Südwesten auf freiem Feld.
Nachbarorte sind Haňovice, Nasobůrky, Olomoucké Předměstí, Chořelice und Rozvadovice im Norden, Unčovice im Nordosten, Mezice und Náklo im Osten, Příkazy und Vojnice im Südosten, Žižkov und Senice na Hané im Süden, Senička und Odrlice im Südwesten, Bílsko im Westen sowie Cholina und Myslechovice im Nordwesten.

## Geschichte
Dubčany wurde als slawischer Rundling angelegt, zu dem der Zugang durch ein Tor im Norden erfolgte. An der nördlichen Seite des Dorfplatzes entstand später eine Straßensiedlung, die als Brána bezeichnet wurde.
Die erste schriftliche Erwähnung von Dubczan erfolgte 1342 als Sitz des Vladiken Medvídek von Dubczan. Seit 1407 ist die Feste Dubczany nachweislich. Weitere Namensformen waren Dubčany (ab 1412), Dubany (1490), Dubczian (ab 1676), Tupschan (1692), Dubczanium, Dubtschan (ab 1771) und Dubschan (1787). Im Jahre 1464 kaufte Bareš von Čechovice und Dubčany das Gut Vilémov und schlug es zu Dubčany hinzu. Martin von Galčice, der 1481 Dubčany einschließlich Vilémov erworben hatte, verkaufte das Gut noch im selben Jahre an Jan Plzák von Zdenín. Nachfolgende Besitzer waren ab 1489 Markwart von Zwole und ab 1498 Hynek von Zwole. Dieser trennte das Gut Vilémov wieder ab und verkaufte es 1536 an die Brüder Jan, Jiří und Bernhard Zoubek von Zdětín. Im Jahre 1546 verkaufte Wenzel Haugwitz von Biskupitz das Gut Dubčany an die Stadt Olmütz. Die Matriken wurden seit 1614 in Cholina geführt. 1834 hatten acht Häuser des Dorfes gemauerte hannakische Vorlauben (žudry). Bis zur Mitte des 19. Jahrhunderts blieb Dubčany immer ein Olmützer Ratsdorf.
Nach der Aufhebung der Patrimonialherrschaften bildete Dubčany/Dubtschan ab 1850 eine Gemeinde in der Bezirkshauptmannschaft Littau. Im Jahre 1900 wurde das Dorf als Dubčan bezeichnet. 1914 wurde die Lokalbahn Littau–Groß Senitz in Betrieb genommen. 1960 wurde Dubčany nach Cholina eingemeindet. Nach der Auflösung des Okres Litovel kam der Ort 1961 zum Okres Olomouc. 1990 löste sich Dubčany wieder von Cholina los und bildete eine eigene Gemeinde. Bei der Beräumung des Dorfteiches wurden die Grundmauern der erloschenen Feste aufgefunden. Seit 2005 führt die Gemeinde ein Wappen und Banner.

## Gemeindegliederung
Für die Gemeinde Dubčany sind keine Ortsteile ausgewiesen.

## Sehenswürdigkeiten

Kapelle des hl. Isidor

- Kapelle des hl. Isidor auf dem Dorfplatz, erbaut 1869
- Sandsteinsäule der Jungfrau Maria Immaculata am Feldweg nach Cholina, geschaffen 1874
- Statue des hl. Johannes von Nepomuk
- Gedenkstein für die Opfer beider Weltkriege, errichtet 1928 an der Kapelle; 1946 wurde er instand gesetzt und um die Namen der Gefallenen des Zweiten Weltkrieges ergänzt